# Forêt de Moladier
La forêt de Moladier est un massif forestier français, d'une superficie de 820 hectares, intégré dans le massif forestier des Prieurés, situé dans le centre du département de l'Allier, en région Auvergne-Rhône-Alpes. Elle est principalement sur le territoire des communes de Besson, et de Bressolles, ainsi qu'à Coulandon, Souvigny et Chemilly, pour une petite partie de la superficie forestière. Son identifiant national est 830005412, et son identifiant régional 00020005.
Elle est traversée par deux rivières, le ruisseau des Sabotiers et la Goutte Champ Loué (qui prend sa source dans la forêt), ainsi que par la route départementale D137. Son point culminant est à 299 mètres.

## Histoire
Dans l'Antiquité, comme partout ailleurs, la forêt était beaucoup plus vaste qu'aujourd'hui et faisait partie d'une immense zone boisée, intégrant la forêt de Tronçais, qui s'étendait de Moulins à Bourges, de la vallée de l'Allier à la vallée du Cher. En partie défrichée au Moyen Âge, elle appartient à cette époque aux ducs de Bourbons, avant d'être rattachée à l'État jusqu'à aujourd'hui. Elle est une zone de chasse depuis des siècles, quoiqu'on lui préfère parfois aujourd'hui des forêts plus giboyeuses.
Autrefois, la forêt était libre de droits, autant pour les propriétaires de parties boisées privées que pour les usagers publics. On pouvait croiser de nombreux charbonniers, sabotiers, menuisiers ou pâtres, qui venaient chercher leur nécessaire dans la forêt, profitant notamment des droits de pâturages et de panage (droit d'amener les porcs en forêt, pour qu'ils y mangent les glands des chênes à l'automne). Ainsi chacun prenait ce qu'il voulait dans la forêt. Depuis, l'ONF a reçu l'administration de la forêt, des lois de régulations des interactions entre les bois et les usagers ont été rédigées, et les coupes et les travaux forestiers ont été conditionnées.
Actuellement forêt domaniale, la forêt attire les touristes et les randonneurs par sa diversité géographique et biologique, présentant notamment un important intérêt ornithologique, avec la présence et la nidification de l'aigle botté et du pic cendré, espèces incluses sur la liste rouge régionale.

## Géographie
La forêt de Moladier est située dans le département de l'Allier, dans la région Auvergne-Rhône-Alpes, dans le Massif central. Elle est située au sud-ouest de Moulins, chef-lieu départemental, et à 4 km de Souvigny, bureau centralisateur du canton de l'Allier.
Généralement, on regroupe en une seule et même forêt la forêt de Moladier et sa voisine, la forêt des Prieurés, sous l'appellation de la forêt des Prieurés-Moladier, pour donner une surface boisée de 1649 hectares au total. Cette grande forêt, ajoutée à celles de Gros-Bois, Messarges, Boisplan et Bagnolet, compose le Massif des Prieurés, vaste étendue de bois et forêts de 5208 hectares au total ; dont 2447, appartenant aux forêts de Moladier, Messarges et Bagnolet, ont été inclus dans le site Natura 2000, avec l'objectif de préserver la biodiversité du bocage bourbonnais dans une zone écologique protégée de l'expansion et des activités humaines.

### Biogéographie
Cette forêt est à proximité de la sylvoécorégion Boischaut et Champagne berrichonne, bien qu'elle n'en fasse pas partie.
La forêt de Moladier, appartenant au Bocage bourbonnais, est située près de la frontière entre le Bocage et la Sologne bourbonnaise ; elle est tout de même bien une forêt du Bocage, placée du côté est de l'Allier, qui marque la séparation entre les deux régions naturelles de la région.
Située non loin du massif forestier de Tronçais, la forêt de Moladier est proche de plusieurs autres forêts, semblables de composition végétale et d'une proximité permettant le déplacement de certaines espèces d'oiseaux ou d'animaux rapides et endurants, telles que :
- La forêt de Messarges
- La forêt de Gros-Bois
- Le Bois Plan
- La forêt de Marigny
- La forêt de Bagnolet

Toutes ces forêts, à l'exception de celle de Marigny, font partie intégrante du Massif des Prieurés ; cette forêt n'y est pas incluse parce qu'on la considère ici comme une partie de la forêt de Bagnolet.

### Géologie

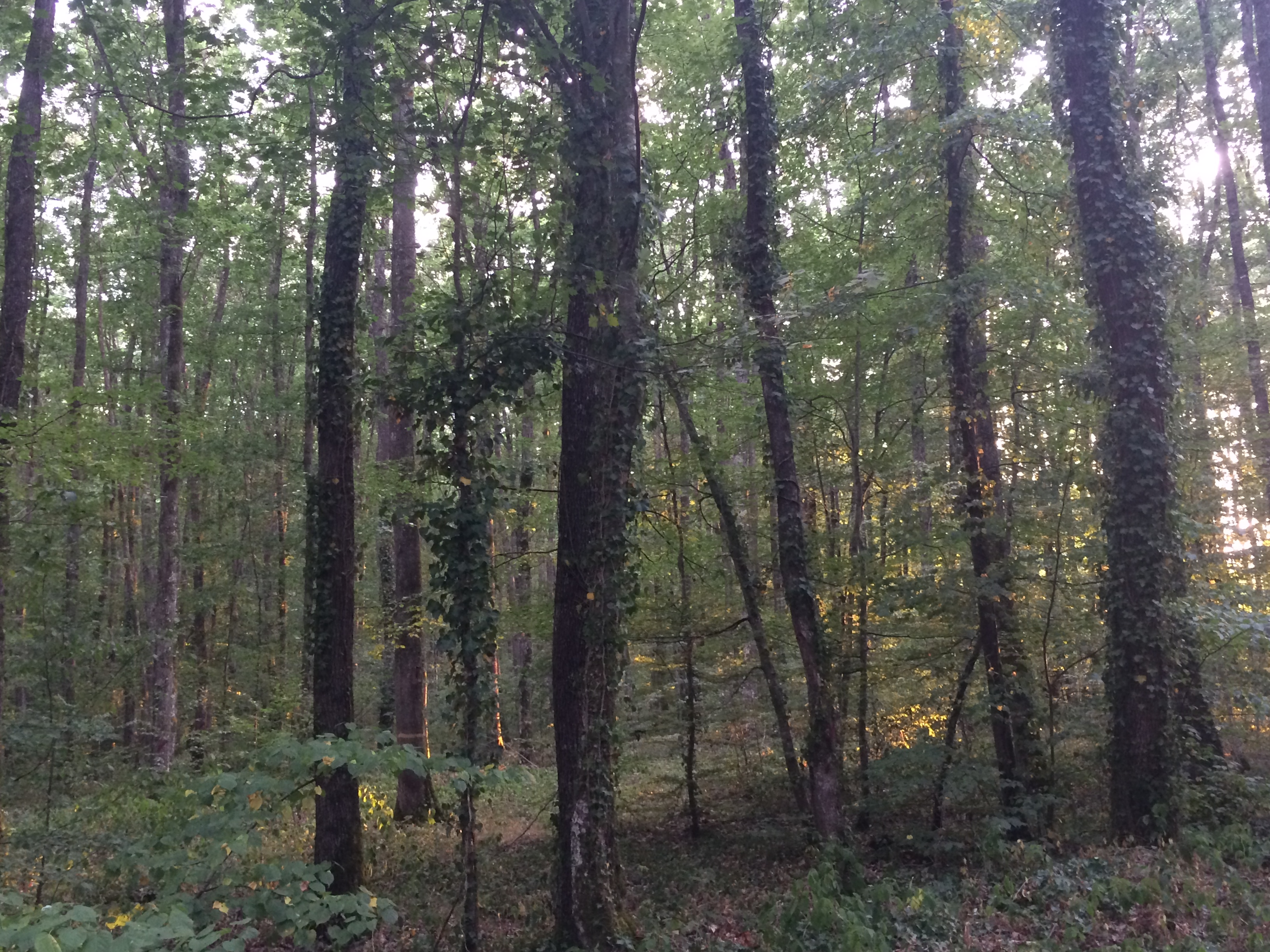
Chênes de la forêt de Moladier

La forêt de Moladier est située sur un plateau vallonné, dans la région géologique du bassin parisien (bassin céno-mésozoïque). Le substrat est constitué en majorité par des sables et argiles, mais comporte également quelques éléments calcaires, alluvionnaires ou granitiques.

### Hydrographie
La forêt de Moladier est traversée, en comptant l'extension de la forêt des Prieurés, de deux rivières, le ruisseau des Sabotiers et la Goutte Champ Loué, et compte une source principale ainsi que plusieurs nappes d'eau souterraines.

## Environnement

### Faune et flore

#### Arbres et plantes
Les chênaies-charmaies dominent largement la composition de la forêt de Moladier, essentiellement faite de chênes (qui représentent entre 95 et 98% des arbres de la forêt de Moladier), tandis que des chênaies plus acidiphiles occupent les substrats granitiques à l'ouest.
À part les chênes, les charmes et les hêtres sont les espèces les plus répandues. On remarque également quelques particuliers : des alisiers, des cormiers, des merisiers, ou encore des pommiers sauvages. Les promeneurs peuvent également trouver des pruniers et des fraisiers des bois en haute saison.

#### Espèces animales

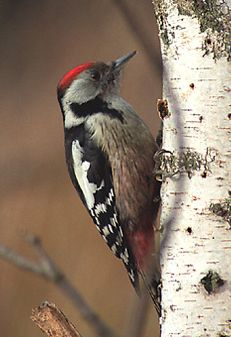
Un pic mar, qu'on peut trouver en forêt de Moladier.

L'avifaune, très diverse, présente surtout un intérêt ornithologique et comprend notamment le Pic cendré et l'Aigle botté, espèces de la liste rouge régionale qui affectionnent les grands et vieux arbres des massifs forestiers. On peut également citer comme espèces d'oiseaux vivant dans la forêt :
- l'engoulevent d'Europe
- le faucon hobereau
- la bondrée apivore
- le pic mar
- le busard Saint-Martin

Parmi les insectes, on notera la présence très intéressante d'un longicorne, Akimerus schaefferi, qui fréquente les hautes et vieilles futaies plutôt éclaircies de chênes, parfois de hêtres. La répartition en France de cette espèce européenne comprend quatre zones bien distinctes : l'est, le bassin de la Loire, le centre, et le midi ; cinq forêts seulement sont connues pour le centre de la France, dont celle de Moladier.
Cette forêt représente un refuge important pour la faune dans un contexte de plaine ouverte.

### Utilisation du bois et entretien
Le bois de la forêt de Moladier, dont la croissance et le nombre d'arbres sont régulés par l'activité des bûcherons, est principalement utilisé pour le chauffage et la menuiserie. Le traitement de futaie régulière appliqué à la forêt permet le renouvellement permanent et naturel des arbres, ainsi qu'une industrie sylvestre productive. Les chênes sessiles et pédonculés, essences principales de la forêt de Moladier, sont exploités aux environs de leurs 200 ans.

### Chasse
Les animaux propres à la chasse (cerfs, chevreuils, sangliers...) sont très présents dans le massif forestier de la région ; la chasse se pratique à Moladier, mais l'activité des chasseurs y est relativement restreinte, ces derniers préférant des forêts plus vastes comme la forêt de Tronçais.

## Tourisme
On pourrait penser que la réputation de la forêt de Tronçais éclipse Moladier, et que les promeneurs et randonneurs s'y rendent plus facilement ; néanmoins Moladier attire tout de même des visiteurs, notamment par son calme et sa tranquillité, ainsi que par la beauté de ses sous-bois qui égale celle de Tronçais et les édifices anciens semés à ses alentours. Proche de Moulins, la forêt est un lieu de promenade fréquent pour les habitants du chef-lieu du département.

### Château des Écossays

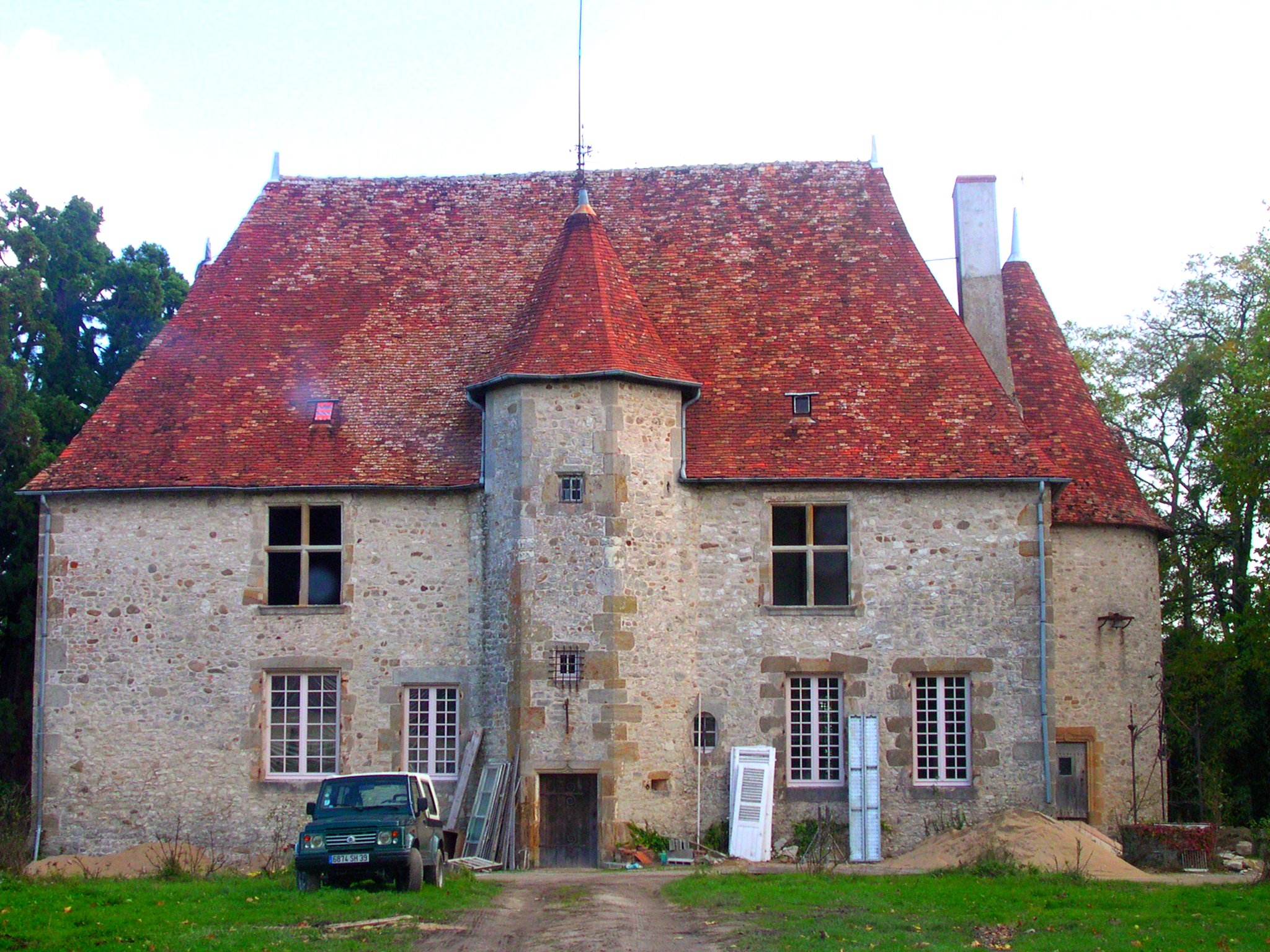
Le château des Ecossays.

À quelques kilomètres de la forêt de Moladier, dans la commune de Bresnay, se dresse un château fort du Moyen Âge, le château des Écossays (ou château des Écossais en version francisée), où on peut se rendre depuis la forêt pour l'admirer de l'extérieur, car l'édifice est actuellement une propriété privée et ne se visite pas.

### Château de Montaret
Juste au sortir de la partie nord de la forêt, se dresse un superbe château fort médiéval, le château de Montaret. Actuellement à l'abandon, le bâtiment est attaqué par la végétation et son donjon s'est en partie écroulé ; le château reste magnifique et doté d'une certaine allure magique, et on peut le contempler depuis un chemin à quelques dizaines de mètres.